# Mesabolivar huanuco
Mesabolivar huanuco är en spindelart som beskrevs av Huber 2000. Mesabolivar huanuco ingår i släktet Mesabolivar och familjen dallerspindlar.
Artens utbredningsområde är Peru. Inga underarter finns listade i Catalogue of Life.